# Voorwerpglaasje

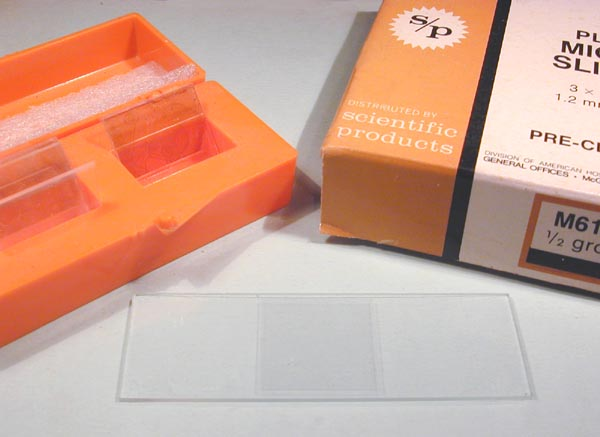
Voorwerpglaasje met een dekglas erop

Een voorwerpglaasje of objectglaasje is in de microscopie een rechthoekig stukje glas van ca 26x76 mm groot en iets minder dan 1 mm dik waarop met behulp van een microscoop te bekijken voorwerpen worden gelegd of gesmeerd. 
Objectglazen zijn in verschillende kwaliteiten te verkrijgen: gepoetst en ongepoetst, met geslepen of ongeslepen randen, met een mat gedeelte (met een potlood te beschrijven) aan de zijkant of geheel doorzichtig, met een kuiltje aan een kant om iets dikkere voorwerpjes in te leggen, met maatstreepjes voor tellingen, etc.
Vaak wordt het te bekijken voorwerp met een nog kleiner stukje glas, het dekglas afgedekt: dit is dan ca 0,1 mm dik en vierkant of rechthoekig, met zijden van 1 a 4 cm, of rond, met een diameter van 12 tot 25 mm. 
Om het preparaat duurzamer te bewaren of beter te kunnen bekijken wordt het vaak in een insluitmiddel gelegd dat dan meteen het dekglaasje op zijn plaats houdt. De randen van het dekglaasje kunnen in dat geval nog met dekglaslak worden afgedekt. Bij ronde dekglaasjes kan hiervoor een ringtafel worden gebruikt.